# Villeneuve-les-Corbières
Villeneuve-les-Corbières är en kommun i departementet Aude i regionen Occitanien  i södra Frankrike. Kommunen ligger  i kantonen Durban-Corbières som ligger i arrondissementet Narbonne. År 2022 hade Villeneuve-les-Corbières 252 invånare.

## Befolkningsutveckling
Antalet invånare i kommunen Villeneuve-les-Corbières
Referens: INSEE